# Añatuya
Añatuya è una città dell'Argentina, appartenente alla provincia di Santiago del Estero, situata nella parte meridionale della provincia.